# ピアノソナタ第5番 (モーツァルト)
ピアノソナタ第5番 ト長調 K. 283 (189h) は、ヴォルフガング・アマデウス・モーツァルトが作曲した最初期のピアノソナタの1つ。「デュルニッツ・ソナタ」の5曲目にあたる。

## 概要
1774年の暮れにモーツァルトはミュンヘンに訪れ、1775年に同地で第1番ハ長調 K. 279(189d)から第6番ニ長調 K. 284(205b)までを一気に書き上げた。モーツァルトはマンハイム・パリ旅行中に、母アンナ・マリアと共に1777年10月に、父レオポルトの故郷アウクスブルクを訪れ、ヨハン・アンドレアス・シュタインのフォルテピアノを弾いている。10月17日にレオポルト宛ての手紙の中で「最後のものはシュタインのピアノでは他と比較にならないほどよく響きました」と記している。
モーツァルトのソナタの中で、再び正規の形に戻った大型の作品であり、全体の3つの楽章が全てソナタ形式の作り方は、ハイドンの実験した道への敬意の証であるといえる。また終楽章が277小節という大きさは、これまでの枠を超えている。

## 構成
全3楽章、演奏時間は約14分。
- 第1楽章 アレグロ
ト長調、4分の3拍子、ソナタ形式。
お使いのブラウザーでは、音声再生がサポートされていません。音声ファイルをダウンロードをお試しください。
- 第2楽章 アンダンテ
ハ長調、4分の4拍子、ソナタ形式。
お使いのブラウザーでは、音声再生がサポートされていません。音声ファイルをダウンロードをお試しください。
- 第3楽章 プレスト
ト長調、8分の3拍子、ソナタ形式。
お使いのブラウザーでは、音声再生がサポートされていません。音声ファイルをダウンロードをお試しください。